# Ngor (île)
Pour les articles homonymes, voir Ngor.
Ngor (ou N'gor ou N'Gor) est une petite île du Sénégal, située au large de la presqu'île du Cap-Vert, à 400 m à peine du village de Ngor sur la pointe des Almadies, tout près de Dakar. L’île a été découverte depuis la préhistoire.

## Histoire
Ngor fut créé par une fraction lébous en provenance de l'intérieur des terres de la presqu'île, dirigé par le clan des Samb, entre le 15e et le 16e siècles.
En 1964, une séquence du film documentaire américain The Endless Summer, interprétée par la légende du surf Robert August (en), y a été tournée,.

## Géographie
L’île se trouve dans l'océan atlantique et a comme coordonnées géographiques 14,45 N par 30,52 O avec une superficie de 0,1 km2 et 2 km de côtes. Elle a une population de 100 habitants avec une densité de 1 000 hbt/km2. La température moyenne est de 25 degrés pendant presque toute l'année. L'île est reconnue pour sa tranquillité et son climat aéré.

## Géologie

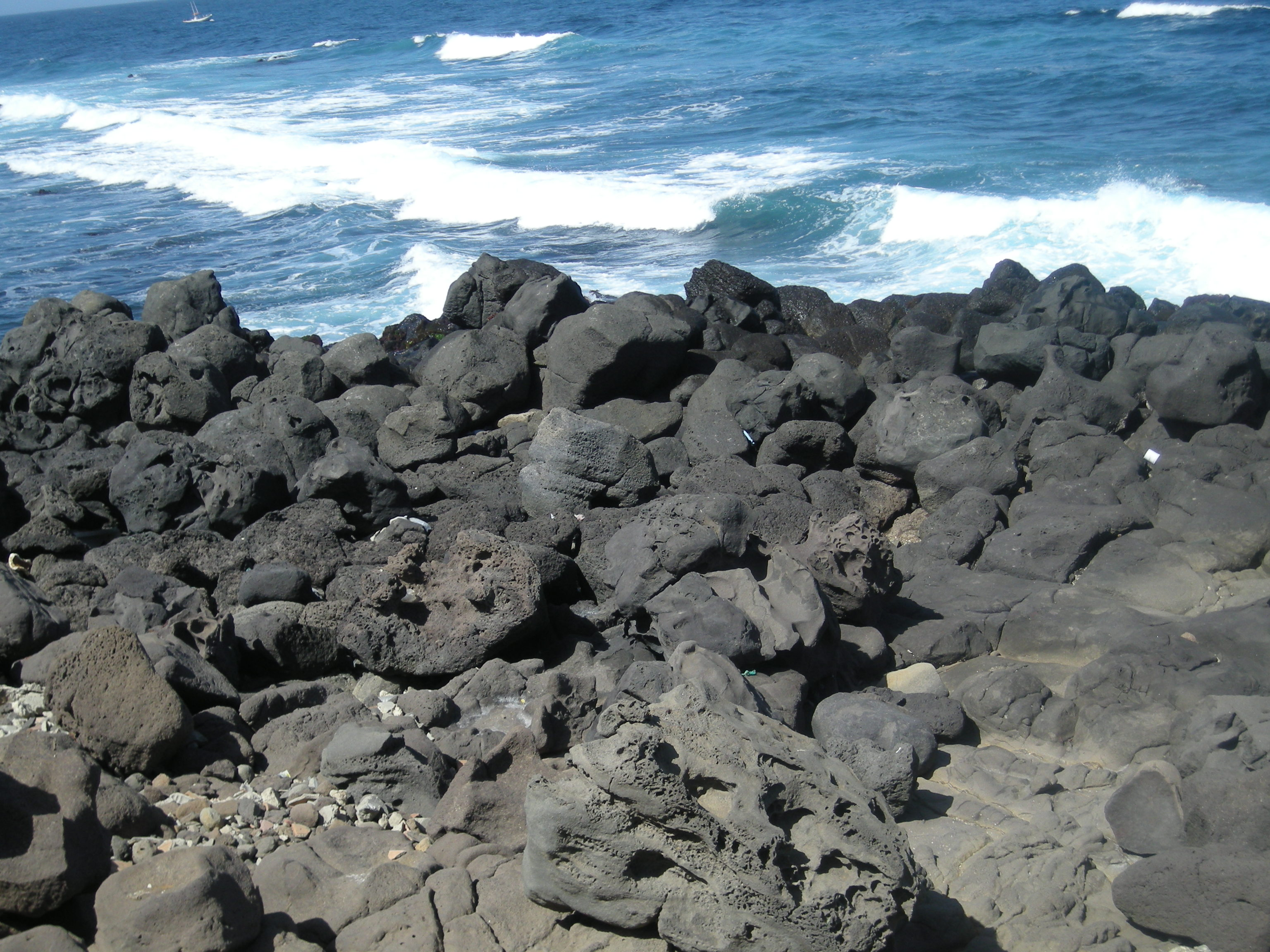
Roches volcaniques.

L'île de Ngor est constituée par les coulées d'hawaïte à texture doléritique du volcanisme basaltique quaternaire des Mamelles.

### Population
La population est d'origine lébou.
Elle est estimée en 2023 à 17706 personnes sur une superficie de 4377 km² soit une densité de 4, 045/km².
Dans ses projections l'Agence nationale de la statistique et de la démographie du Sénégal (ANSD) estime qu'en 2046 la population de Ngor atteindra 25221 personnes constituée de 12825 hommes et 12396 femmes.

### Activités économiques

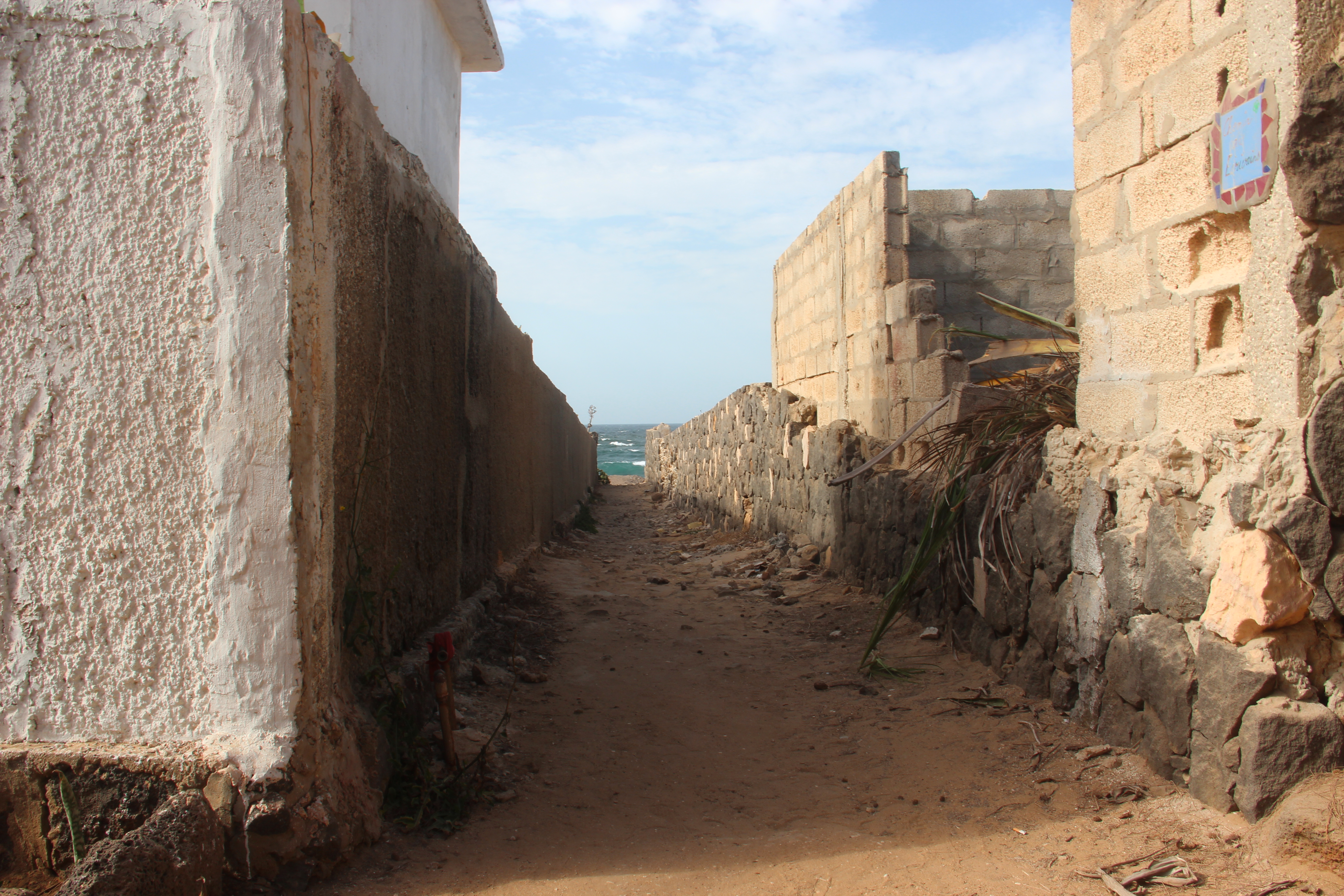
Maisons en ruine (2017).

Ngor vit principalement de la pêche et du tourisme. L’environnement de l’île est propice au sport nautique, à la pêche sportive et à l'observation ornithologique. L’île contribue à l'économie du pays grâce à ses plages et hôtels. Festivals, atelier d'arts, restauration au bord des plages animaient son quotidien. Ngor fut juste après l'Indépendance le haut lieu touristique sénégalais. Le Ngor Diarama, bloc monolithique, demeure jusque dans les années 1980 le principal lieu d'accueil des touristes étrangers. Il faisait partie de la chaîne Méridien. La baie est aussi très propice à la chasse sous-marine. Des pirogues assurent la traversée jusqu'à l'île,

### Personnalités
Quelques artistes y ont acquis une résidence. C'est le cas de France Gall et Peter Gabriel.

## Infrastructure
Aussi surprenant que cela puisse paraître, l'une des particularités de l’île de Ngor est qu'elle est sans électricité. Quelques panneaux solaires et des groupes électrogènes fournissent du courant. Cette absence d'électricité ne semble pas déranger certains habitants, qui la considèrent comme étant un supplément de charme.

## Administration
Comme le village, l'île fait partie de l'arrondissement des Almadies dans le département de Dakar (région de Dakar).